# Chamyla idia
Chamyla idia là một loài bướm đêm trong họ Noctuidae.